# The Rival Queens
„The Rival Queens, or the Death Of Alexander the Great“ ist eine 1677 uraufgeführte englische Tragödie aus der Restaurationszeit von Nathaniel Lee.

## Bühnenwerk
Dieses in Blankversen verfasste Theaterstück behandelt die Eifersucht von Roxane, der ersten Frau Alexanders des Großen, auf dessen zweite Frau Stateira. Das Ringen um seine Gunst endet in einer Tragödie. Das Stück wurde von der zehnbändigen (pseudo-)historischen Romanreihe Cassandre (verfasst zwischen 1642 und 1650) des französischen Dramatikers La Calprenède beeinflusst.
Es wurde von Daniel Purcell und Gottfried Finger vertont und war auf den englischen Bühnen bis ins 19. Jahrhundert ein großer Erfolg.
Seine Premiere hatte The Rival Queens am 17. März 1677 im Theatre Royal in der Drury Lane (London). Die ausführende Theaterkompanie wird als „Her Majesty Servants“ („Die Diener ihrer Majestät“) angegeben; es wird vermutet, dass es sich hierbei um die hauseigene Theatertruppe der King’s Company unter Charles Killigrew handelt. Die Rolle der Stateira galt als größter Erfolg der Schauspielerin Elizabeth Boutell.

## Rezeption
Der Professor für englische Studien  an der Southern Illinois University Carbondale David Muench Vieth schreibt, dass Lee hier die soziale Psychologie einer Ermordung darstellt – so wie sie der Protagonist Alexander oder Julius Cäsar, Abraham Lincoln, Huey Long, John und Robert Kennedy oder Martin Luther King erfuhren. Der charismatische Führer Alexander schafft hier aber zwei gegensätzliche Antworten: Von seinen Anhängern in Loyalität bewundert in einer Art, die über das hinausgehe, was solche Menschen normalerweise erreichen könnten. Andererseits provoziert er Neid bei denen, die den Gedanken dieser Überlegenheit nicht ertragen können. In einem Sinne sei er gottähnlich, in einem anderen ist er menschlich fehlbar und verletzlich.